# Microjet 200
 (octobre 2019).

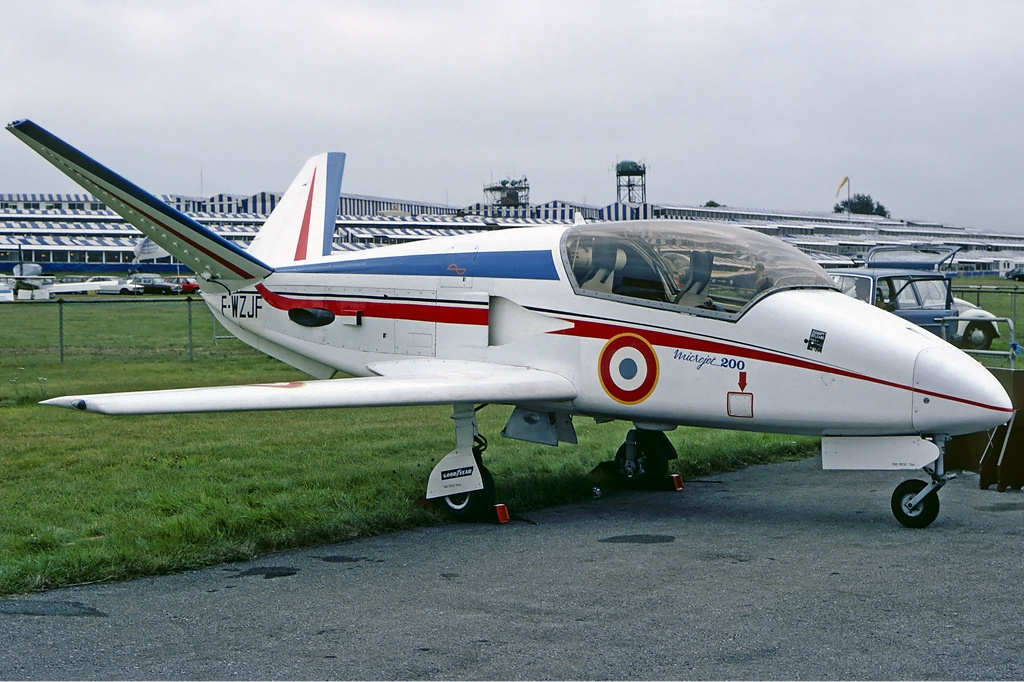
Microjet 200

Microjet 200 était un avion d'entraînement français conçu et construit par Microjet SA.